# プジョー・203
プジョー・203はフランスの自動車メーカー・プジョーが1948年から1960年まで生産した小型乗用車である。

## 概要
1947年のパリサロンでデビューし、翌年生産開始された203はプジョー初の戦後型乗用車である。スタイルこそ前後のフェンダーが独立した1940年代前半のアメリカ車的なものであったが、プジョー初のモノコック構造の車体、軽合金シリンダーヘッドを持つ新設計エンジンなど、中身は大いに近代化されていた。
特筆すべきはエンジンの設計で、一見ヘッドの片側から吸排気を行う平凡なターンフロー・ヘッドの如き外見であったが、実際には吸排気管が対称になるようにヘッド内部を鋳造され、バルブもダブル・ロッカーアームで作動する対称配置のクロスフロー・ヘッドとなっていたことである。吸排気効率が高くなるメリットがあり、1948年の小型大衆車としては世界的に見ても進歩した設計であり、基本設計は1970年代の504まで継承された。
一方で、アームのうち一組をレバー形ダンパーとしたリーフスプリング支持のウィッシュボーン式前輪独立懸架、トルクチューブ・ドライブと、ウォームギア駆動のファイナル・ギアという、1920年代末期以来のプジョー独特の保守的設計は踏襲されていた。ただし、後輪懸架は固定軸ながらコイルスプリングを採用するなど、旧世代モデルの202などに比べて近代化されている。
同時期、フランスの量産車はルノー・4CV・シトロエン・2CV・同11CV/15CVなど、概して個性的で複雑な設計のものが大半を占めていた中にあって、203はプジョーの持ち味である保守的で信頼性の高い手頃な実用車で、リアシートのスペースがやや狭いという弱点はあったものの、概ね市場の好評を博した。

## バリエーションと変遷
当初のバリエーションは4ドアベルリーヌ（セダン・戦前からのプジョーの伝統に従い、スライディングルーフもオプション装備可能）・4ドアデクブラブル（窓枠を残し幌のルーフがオープンになる4ドアカブリオレ）の2種類であったが、戦後の混乱が収束するにつれバリエーションが増やされた。まず1950年にホイールベースが20cm延長された5ドアのブレーク（ワゴン）が、次いで 1951年に2ドアカブリオレ、1952年には2ドアクーペが追加された。1952年にはエンジン出力が42馬力から45馬力に引き上げられ、最高速度は115km/hから120km/hに高められた。1954年にはギアボックスがフルシンクロ化された。
1955年に後継モデルとなる403が登場するまで203はプジョー唯一の生産型乗用車であったが、403登場後もその耐久性と低廉な維持費で人気は衰えず、クーペやカブリオレをバリエーションから落とした上で、結局1960年まで生産が続行された。

## 日本への輸入
1952年から1953年頃にかけて朝鮮特需の影響で日本の外貨準備高が増加し、外国製乗用車の輸入制限が一時的に緩んだ時期があり、その際203ベルリーヌは相当数輸入され、タクシーにさえ用いられた。カーグラフィック誌1972年3月号によると「大抵薄いベージュかグレーに塗られ、適度に（他の車だったら過度に）汚れ、ワックスなど一度もかけたこともないようなボディパネルの継ぎ目からは赤錆を出している。こんな203は数年前（1960年代半ば）までは東京でもかなりの数が見られたものである」という。
また、2ドアカブリオレも一台が当時「発表されたばかりのシトローエンDSを買おうと思っていたとき、シャンゼリゼ通りのショールームに置かれていたこのカブリオレを見て、思わず衝動にかられてこの車を選んでしまった」という建築家によって個人輸入され、現存している。

日本で輸入・販売していた時の広告 (1954年)